# Ебер-Нари
Ебер-Нари или Ебир-Нари (акадски), също Абар-Нахара (арамейски) или Абер Нахра (сирийски), е регион на Древния Близък изток. Преведено като „Отвъд реката“ както на акадски, така и на арамейски език, той се отнася за земята от другата страна на река Ефрат от гледна точка на Месопотамия и Персия. В този контекст регионът е известен на съвременните учени като Трансеуфратия. Функциониращ като сатрапия, той първоначално е администриран от Новосирийското царство, преди да бъде погълнат от Нововавилонското царство и след това от Ахеменидската империя. По време на гръцкото завладяване на Персия Ебер-Нари е, подобно на останалата част от Ахеменидската империя, анексирана от Македонската империя на Александър Велики. По-късно е разпусната от империята на Селевкидите, която я включват в Сирия заедно с Асирия.
В ахеменидския царски надпис "DSf" акадският Ебер-Нари е споменат като Атура или Атурия на староперсийски и като Ашур на еламски. Таргум Онкелос – арамейски превод на Тора, изброява Ниневия, Калах, Рехебот и Ресен като такива под юрисдикцията на Атура.

## Етимология
- на акадски: 𒆳𒂊𒄵𒀀𒇉, романизирано: Eber-Nāri [KUR.e.bir.ID₂], букв. 'отвъдречие', т.е. регион на запад от Ефрат.[3][4]
- на имперски арамейски: 𐡏𐡁𐡓 𐡍𐡄𐡓𐡄 , т.е. другата страна на Ефрат[5][6]
- на еврейски: עבר הנהר, романизирано: ʿĒḇer haNāhār, букв. 'отвъдречие', т.е. отвъд реката.[5][7][8][9]

Провинцията също се споменава обстойно в библейските книги Ездра и Неемия като עבר הנהר („Ever Hannahar“ в съвременното произношение). Освен това, споделяйки същото значение на корена, Евер (произнася се Еввер) също е герой в еврейската Библия, от който се смята, че произлиза терминът иврит (вж. Евер), поради което се предполага, че евреите са хората, които преминали в Ханаан през реката (Ефрат или Йордан).

## История

### Асирия
Терминът е установен по време на Новосирийското царство (911 – 605 г. пр. н. е.) във връзка с неговите левантийски колонии и топонимът се появява на надпис на асирийския цар Асархадон от 7 век пр. н. е. Регионът остава неразделна част от Асирийската империя до нейното падане през 612 г. пр. н. е., като някои северни региони остават в ръцете на останките от асирийската армия и администрация поне до 605 г. пр. н. е. и вероятно до 599 г. пр. н. е.

### Вавилония, Египет и Персия
Впоследствие за Ебер-Нари се борят Нововавилонското царство (612 – 539 г. пр. н. е.) и Египет, като Египет навлиза в региона в закъснял опит да помогне на своите бивши асирийски владетели. Вавилонците и техните съюзници в крайна сметка побеждават египтяните (и останките от асирийската армия) и поемат контрола над региона, който продължават да наричат Ебер-Нари.
Вавилонците са свалени от персийскотоАхеменидско царство (539 – 332 г. пр.н.е.) и персите поемат контрола над региона. След като прекарват векове под асирийско управление, ахеменидските перси запазват имперския арамейски и имперските организационни структури на техните асирийски предшественици.
През 535 г. пр.н.е. персийският цар Кир II организира някои от новозавоюваните територии на бившето Нововавилонско царство като единна сатрапия – „Вавилония и Ебер-Нари“, обхващаща Южна Месопотамия и по-голямата част от Леванта. Северна Месопотамия, североизточната част на съвременна Сирия и югоизточната част на Анадола остават като Атура (Асирия) (Ахеменидска Асирия).
Сатрапът на Ебер-Нари пребивава във Вавилон и има подгубернатори в Ебер-Нари, един от които е Татенай, споменат както в Библията, така и във вавилонските клинописни документи. Тази организация остава недокосната поне до 486 г. пр. н. е. (царуването на Ксеркс I), но преди около 450 г. пр. н. е. „мегасатрапията“ е разделена на две – Вавилония и Ебер-Нари.
Описанието на Херодот на ахеменидския данъчен район номер V съответства на Ебер-Нари. Той включва Арам, Финикия и Кипър (който също е включен в сатрапията). Херодот не включва в данъчния списък арабските племена от Арабския полуостров, идентифицирани с кедаритите, които не  плащат данъци, но внасят като данък дар от тамян.

### Гърция
Ебер-Нари се разпада по време на гръцката империя на Селевкидите (312 – 150 г. пр.н.е.), като гърците включват както този регион, така и Асирия в Горна Месопотамия в Сирия на Селевкидите през 3 век пр.н.е. Сирия първоначално е индо-хетска деривация на Асирия от 9 век и е използвана в продължение на векове само по отношение на Асирия и асирийците (вж. Топонимия на Сирия) – земя, която в съвременни условия всъщност обхваща само северната половина на Ирак, Североизточна Сирия и Югоизточна Турция, а не по-голямата част от гръко-римската, византийската или съвременната нация на Сирия. Въпреки това от този момент термините сирийски (Syrian) и сирийски (Syriac) се използват общо и често без разлика, за да опишат както същинската Асирия, така и Ебер-Нари/Арам, и съответното им асирийско и арамейско/финикийско население.